# Lista modelelor Playboy între anii 1960–1969
Lista modelelor playboy la masculin și feminin apare într-un catalog al revistei magazin playboy.

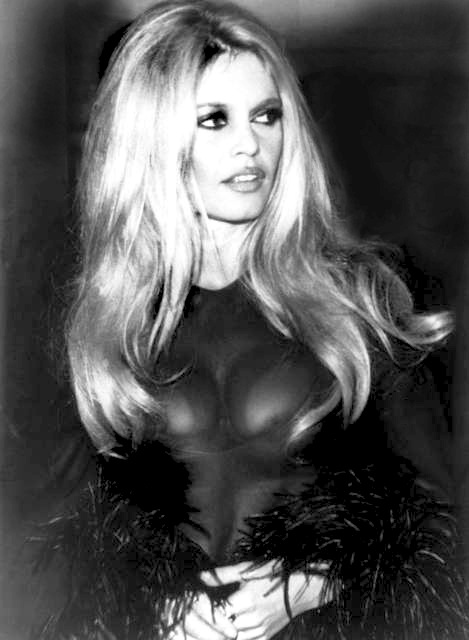
Brigitte Bardot

## 1960
| Luna  | Model pe copertă                                                                                            | Model pe poster | Subiectul interviului | Imagini                                         |
| ----- | --- | --------------- | --------------------- | ----------------------------------------------- |
| 1-60  | Clayre Peters, Nancy Crawford, Elaine Reynolds, Eleanor Bradley, Yvette Vickers, Donna Lynn, Ellen Stratton | Stella Stevens  |                       |                                                 |
| 2-60  | fără model pe copertă                                                                                       | Susie Scott     |                       | Jayne Mansfield                                 |
| 3-60  | Joyce Nizzari                                                                                               | Sally Sarell    |                       |                                                 |
| 4-60  | fără model pe copertă                                                                                       | Linda Gamble    |                       | Isabel Sarli (Sarlis' în articol)               |
| 5-60  | model necunoscut                                                                                            | Ginger Young    |                       |                                                 |
| 6-60  | Ellen Stratton                                                                                              | Delores Wells   |                       | Ellen Stratton - prima Playmate a anului (PMOY) |
| 7-60  | Collete Berne                                                                                               | Teddi Smith     |                       |                                                 |
| 8-60  | fără model pe copertă                                                                                       | Elaine Paul     |                       | Sophia Loren                                    |
| 9-60  | Marli Renfro                                                                                                | Ann Davis       |                       |                                                 |
| 10-60 | model necunoscut                                                                                            | Kathy Douglas   |                       | Fetele din Hollywood                            |
| 11-60 | June Wilkinson                                                                                              | Joni Mattis     |                       | June Wilkinson                                  |
| 12-60 | Teddi Smith                                                                                                 | Carol Eden      |                       | Al șaptelea număr aniversar, Marilyn Monroe     |

## 1961
| Luna  | Model pe copertă                                                                    | Model pe poster     | Subiectul interviului                | Imagini                    |
| ----- | ----------------------------------------------------------------------------------- | ------------------- | ------------------------------------ | -------------------------- |
| 1-61  | Teddi Smith, Joni Mattis, Stella Stevens, Susie Scott, Ginger Young, Ellen Stratton | Connie Cooper       |                                      |                            |
| 2-61  | Barbara Ann Lawford                                                                 | Barbara Ann Lawford |                                      | Fetele din New York        |
| 3-61  | model necunoscut                                                                    | Tonya Crews         | Benzi desenate și umorul nou         |                            |
| 4-61  | model necunoscut                                                                    | Nancy Nielsen       |                                      | Linda Gamble - PMOY        |
| 5-61  | Judy Newton                                                                         | Susan Kelly         |                                      | Fetele din Suedia          |
| 6-61  | Heidi Becker                                                                        | Heidi Becker        |                                      | Ann Richards               |
| 7-61  | Susie Scott                                                                         | Sheralee Conners    | Sex și cenzură în literatură și artă |                            |
| 8-61  | fără model pe copertă                                                               | Karen Thompson      |                                      |                            |
| 9-61  | Barbara Ann Lawford                                                                 | Christa Speck       |                                      |                            |
| 10-61 | model necunoscuts                                                                   | Jean Cannon         |                                      |                            |
| 11-61 | model necunoscut                                                                    | Dianne Danford      | Probleme și perspective la TV        | Anita Ekberg               |
| 12-61 | Delores Wells                                                                       | Lynn Karrol         |                                      | Al optulea număr aniversar |

## 1962
| Luna  | Model pe copertă                                                        | Model pe poster | Subiectul interviului | Imagini                                 |
| ----- | ----------------------------------------------------------------------- | --------------- | --------------------- | --------------------------------------- |
| 1-62  | Heidi Becker, Susan Kelly, Connie Cooper, Christa Speck, Karen Thompson | Merle Pertile   |                       |                                         |
| 2-62  | Cynthia Maddox                                                          | Kari Knudsen    |                       | Fetele din Roma                         |
| 3-62  | model necunoscut                                                        | Pamela Gordon   |                       |                                         |
| 4-62  | Roberta Lane                                                            | Roberta Lane    |                       | Christa Speck - PMOY                    |
| 5-62  | model necunoscut                                                        | Marya Carter    |                       |                                         |
| 6-62  | model necunoscut                                                        | Merissa Mathes  | Feminizarea Americii  |                                         |
| 7-62  | model necunoscut                                                        | Unne Terjesen   |                       | Janet Pilgrim                           |
| 8-62  | model necunoscut                                                        | Jan Roberts     |                       | Gesa Meiken                             |
| 9-62  | model necunoscuts                                                       | Mickey Winters  | Miles Davis           | primul interviu oficial                 |
| 10-62 | Laura Young                                                             | Laura Young     | Peter Sellers         | Prima bandă desenată Little Annie Fanny |
| 11-62 | fără model pe copertă                                                   | Avis Kimble     | Etică și moralitate   |                                         |
| 12-62 | Sheralee Conners                                                        | June Cochran    | Jackie Gleason        | Arlene Dahl                             |

## 1963
| Luna  | Model pe copertă                                                      | Model pe poster    | Subiectul interviului | Imagini                    |
| ----- | --------------------------------------------------------------------- | ------------------ | --------------------- | -------------------------- |
| 1-63  | Merle Pertile, Avis Kimble, Laura Young, Kari Knudsen, Marissa Mathes | Judi Monterey      |                       | Elizabeth Taylor           |
| 2-63  | Cheryl Lampley                                                        | Toni Ann Thomas    | Frank Sinatra         |                            |
| 3-63  | Cynthia Maddox                                                        | Adrienne Moreau    | Bertrand Russell      |                            |
| 4-63  | Kelly Collins                                                         | Sandra Settani     | Helen Gurley Brown    | Fetele din Africa          |
| 5-63  | fără model pe copertă                                                 | Sharon Cintron     | Malcolm X             | June Cochran - PMOY        |
| 6-63  | Jayne Mansfield                                                       | Connie Mason       | Billy Wilder          | Jayne Mansfield            |
| 7-63  | Judy Newton                                                           | Carrie Enwright    |                       |                            |
| 8-63  | Nancy Perry                                                           | Phyllis Sherwood   |                       | Gillian Tanner             |
| 9-63  | Joey Thorpe                                                           | Victoria Valentino | Richard Burton        |                            |
| 10-63 | Teddi Smith                                                           | Christine Williams | Jawaharial Nehru      | Elsa Martinelli            |
| 11-63 | Sharon Rogers                                                         | Terre Tucker       | Jimmy Hoffa           | Fetele din Canada          |
| 12-63 | fără model pe copertă                                                 | Donna Michelle     | Albert Schweitzer     | Kim Novak, Susan Strasberg |

## 1964
| Luna  | Model pe copertă          | Model pe poster     | Subiectul interviului | Imagini                                 |
| ----- | ------------------------- | ------------------- | --------------------- | --------------------------------------- |
| 1-64  | model necunoscuts         | Sharon Rogers       | Vladimir Nabokov      | Tenth Anniversary issue, Marilyn Monroe |
| 2-64  | Cynthia Maddox            | Nancy Jo Hooper     | Jazz: Astăzi și mâine | Mamie van Doren                         |
| 3-64  | Olga Schoberová           | Nancy Scott         | Ayn Rand              | Fetele din Rusia                        |
| 4-64  | Peter Sellers, Karen Lynn | Ashlyn Martin       | Jean Genet            |                                         |
| 5-64  | Donna Michelle            | Terri Kimball       | Jack Lemmon           | Donna Michelle - PMOY                   |
| 6-64  | Mamie van Doren           | Lori Winston        | Ingmar Bergman        | Mamie van Doren                         |
| 7-64  | Cynthia Maddox            | Melba Ogle          | Salvador Dalí         | Brigitte Bardot                         |
| 8-64  | Barbara Reeves            | China Lee           | Dick Gregory          |                                         |
| 9-64  | Heather Hewitt            | Astrid Schulz       | Henry Miller          | Elke Sommer                             |
| 10-64 | Judy Newton               | Rosemarie Hillcrest | Cassius Clay          |                                         |
| 11-64 | Maria Hoff                | Kai Brendlinger     | George Wallace        | Fetele din Germania                     |
| 12-64 | fără model pe copertă     | Jo Collins          | Ian Fleming           | Carroll Baker                           |

## 1965
| Luna  | Model pe copertă      | Model pe poster    | Subiectul interviului                | Imagini                                |
| ----- | --------------------- | ------------------ | ------------------------------------ | -------------------------------------- |
| 1-65  | model necunoscuts     | Sally Duberson     | Martin Luther King, Jr.              |                                        |
| 2-65  | Teddi Smith           | Jessica St. George | The Beatles                          | Donna Michelle, Kim Novak              |
| 3-65  | fără model pe copertă | Jennifer Jackson   | Utilizări și abuzuri în timpul liber | Alberto Vargas, Carol Lynley           |
| 4-65  | Lannie Balcom         | Sue Williams       | Art Buchwald                         |                                        |
| 5-65  | model necunoscut      | Maria McBane       | Jean-Paul Sartre                     | Stella Stevens                         |
| 6-65  | Turid Lundberg        | Hedy Scott         | Melvin Belli                         | Ursula Andress                         |
| 7-65  | Joey Thorpe           | Gay Collier        | Marcello Mastroianni                 | Fetele din the Riviera                 |
| 8-65  | Jo Collins            | Lannie Balcom      | Robert Shelton                       | Jo Collins - PMOY                      |
| 9-65  | Teddi Smith           | Patti Reynolds     | Peter O'Toole                        | Jeanne Moreau                          |
| 10-65 | Penny James           | Allison Parks      | Madalyn Murray                       | Catherine Deneuve, iepurașii din Miami |
| 11-65 | Beth Hyatt            | Pat Russo          | Sean Connery                         | Bond Girls                             |
| 12-65 | Allison Parks         | Dinah Willis       | Al Capp                              |                                        |

## 1966
| Luna  | Model pe copertă                                                      | Model pe poster  | Subiectul interviului       | Imagini              |
| ----- | --------------------------------------------------------------------- | ---------------- | --------------------------- | -------------------- |
| 1-66  | Patti Reynolds                                                        | Judy Tyler       | Princess Grace              |                      |
| 2-66  | Sissy                                                                 | Melinda Windsor  | Federico Fellini            | Fetele din Rio       |
| 3-66  | fără model pe copertă                                                 | Priscilla Wright | Bob Dylan, criza în poliție |                      |
| 4-66  | Cynthia Maddox                                                        | Karla Conway     | George Lincoln Rockwell     |                      |
| 5-66  | Allison Parks                                                         | Dolly Read       | Arthur M. Schlesinger, Jr.  | Allison Parks - PMOY |
| 6-66  | Mary Warren                                                           | Kelly Burke      | Mike Nichols                | Fetele din Texas     |
| 7-66  | Penny James, Patti Reynolds, Joann Russell, Barbara Shaw, Joey Thorpe | Tish Howard      | Ralph Ginzburg              | Ursula Andress       |
| 8-66  | Sissy                                                                 | Susan Denberg    | H. L. Hunt                  | Jane Fonda           |
| 9-66  | Dianne Chandler                                                       | Dianne Chandler  | Timothy Leary               | Jocelyn Lane         |
| 10-66 | Penny James                                                           | Linda Moon       | Mel Brooks                  | Ann-Margret          |
| 11-66 | Sue Batchelor                                                         | Lisa Baker       | Norman Thomas               |                      |
| 12-66 | Nancy Gould                                                           | Susan Bernard    | Sammy Davis, Jr.            | Fetele din Tahiti    |

## 1967
| Luna  | Model pe copertă                             | Model pe poster                | Subiectul interviului      | Imagini                                                   |
| ----- | -------------------------------------------- | ------------------------------ | -------------------------- | --------------------------------------------------------- |
| 1-67  | Judy Tyler, Dianne Chandler, Melinda Windsor | Surrey Marshe                  | Fidel Castro               | Playmate: Susan Denberg, Dolly Read, Lisa Baker, et al.   |
| 2-67  | Helen Kirk                                   | Kim Farber                     | Mark Lane                  | Casino Royale: Barbara Bouchet, Joanna Pettet             |
| 3-67  | Nancy Chamberlain                            | Fran Gerard                    | Orson Welles               | Sharon Tate                                               |
| 4-67  | Cheryl Shrode                                | Gwen Wong                      | Arnold Toynbee             | Playmate Playoff: Lisa Baker, Susan Denberg, Trish Howard |
| 5-67  | Beth Hyatt                                   | Anne Randall                   | Woody Allen                | Sylva Koscina, Barbara Parkins                            |
| 6-67  | Sharon Kristie                               | Joey Gibson                    | Religie și noua moralitate | 007: Mie Hama, Akiko Wakabayashi, et al.                  |
| 7-67  | Venita Wolf                                  | Heather Ryan                   | Michael Caine              |                                                           |
| 8-67  | Lisa Baker                                   | DeDe Lind                      | F. Lee Bailey              | Lisa Baker- PMOY, Sherry Jackson                          |
| 9-67  | Bo Bussmann                                  | Angela Dorian (Victoria Vetri) | John Lindsay               | Susan Strasberg                                           |
| 10-67 | fără model pe copertă                        | Reagan Wilson                  | Jim Garrison               | Anne Heywood                                              |
| 11-67 | Beth Hyatt                                   | Kaya Christian                 | Michelangelo Antonioni     |                                                           |
| 12-67 | Lynn Winchell                                | Lynn Winchell                  | Johnny Carson              | Elke Sommer                                               |

## 1968
| Luna  | Model pe copertă                                | Model pe poster   | Subiectul interviului              | Imagini                            |
| ----- | ----------------------------------------------- | ----------------- | ---------------------------------- | ---------------------------------- |
| 1-68  | DeDe Lind, Angela Dorian, Kim Farber, Gwen Wong | Connie Kreski     | Norman Mailer                      | Stella Stevens                     |
| 2-68  | Paulette Lindberg                               | Nancy Harwood     | Jim Brown                          | Joanna Pettet                      |
| 3-68  | Sharon Kristie                                  | Michelle Hamilton | Truman Capote                      |                                    |
| 4-68  | Dolly Read                                      | Gaye Rennie       | Charles H. Percy                   |                                    |
| 5-68  | Angela Dorian                                   | Elizabeth Jordan  | William Masters & Virginia Johnson | Angela Dorian - PMOY, Julie Newmar |
| 6-68  | Jennie Wallace                                  | Britt Fredriksen  | John Kenneth Galbraith             |                                    |
| 7-68  | Lynn Hahn                                       | Melodye Prentiss  | Paul Newman                        |                                    |
| 8-68  | Aino Korva                                      | Gale Olson        | William Sloane Coffin              | Carroll Baker                      |
| 9-68  | Erika Toth                                      | Dru Hart          | Stanley Kubrick                    |                                    |
| 10-68 | Dale Fahey                                      | Majken Haugedal   | Ralph Nader                        | Barbara McNair                     |
| 11-68 | fără model pe copertă                           | Paige Young       | Don Rickles                        |                                    |
| 12-68 | Cynthia Myers                                   | Cynthia Myers     | Eldridge Cleaver                   |                                    |

## 1969
| Luna  | Model pe copertă             | Model pe poster   | Subiectul interviului   | Imagini              |
| ----- | ---------------------------- | ----------------- | ----------------------- | -------------------- |
| 1-69  | fără model pe copertă        | Leslie Bianchini  | Lee Marvin              |                      |
| 2-69  | Nancy Chamberlain            | Lorrie Menconi    | Mort Sahl               | Pamela Tiffin        |
| 3-69  | Penny James                  | Kathy MacDonald   | Marshall McLuhan        | Marie Liljedahl      |
| 4-69  | Sharon Kristie               | Lorna Hopper      | Allen Ginsberg          | Brigitte Bardot      |
| 5-69  | Paulette Lindberg            | Sally Sheffield   | Bill Cosby              |                      |
| 6-69  | Connie Kreski                | Helena Antonaccio | Gore Vidal              | Connie Kreski - PMOY |
| 7-69  | Barbara Klein (Barbi Benton) | Nancy McNeil      | Rod Steiger             | Tina Aumont          |
| 8-69  | Penny James                  | Debbie Hooper     | Ramsey Clark            | Paula Kelly          |
| 9-69  | Shay Knuth                   | Shay Knuth        | Revolta studenților     | Julie Newmar         |
| 10-69 | Paulette Lindberg            | Jean Bell         | Dan Rowan & Dick Martin |                      |
| 11-69 | fără model pe copertă        | Claudia Jennings  | Jesse Jackson           |                      |
| 12-69 | Jorja Beck                   | Gloria Root       | Joe Namath              |                      |